# Float (Aesop Rock)
Float è il secondo album in studio del rapper statunitense Aesop Rock, pubblicato nel 2000.

## Tracce
1. Float – 1:54
2. Commencement at the Obedience – 3:45
3. Big Bang – 5:00
4. Garbage – 4:01
5. I'll Be OK (featuring Slug) – 3:00
6. Breakfast with Blockhead – 0:36
7. Basic Cable – 4:11
8. Fascination – 3:46
9. Oxygen – 5:17
10. Skip Town – 4:22
11. 6B Panorama – 2:02
12. Lunch with Blockhead – 0:21
13. Spare A Match – 4:51
14. Attention Span (featuring Vast Aire) – 3:51
15. How to be a Carpenter – 4:43
16. Prosperity – 3:56
17. No Splash – 4:02
18. Drawbridge (featuring Doseone) – 4:45
19. Dinner with Blockhead – 0:47
20. The Mayor and The Crook – 4:10